# 類域論
類域論（英語：Class field theory）是代數數論的一支，是关于阿贝尔扩域的理论，由日本數學家高木貞治所開創的數學領域。
类域论的最主要定理是“阿贝尔扩张的Galois群（及其子群格）同构于基域的（广义）理想类群（及其子群格）”，有许多定理和表述方式。特例是：m次分圆域的Galois群同构于整数群模m的商群。
類域論的大部分成果都在1900年至1950年間出現，並以希爾伯特類域的猜想及理論來命名的。該理論的第一代到了1930年才穩定下來。根据类域论，理想類群可被看成域擴張的伽羅瓦群。